# Puffinus gravis
Puffinus gravis là một loài chim trong họ Procellariidae.